# Acronicta orientalis
Acronicta orientalis là một loài bướm đêm trong họ Noctuidae.